# 2002年東地中海の火球
2002年東地中海の火球（2002ねんひがしちちゅうかいのかきゅう、Eastern Mediterranean Event, または Eastern Mediterranean Fireball）は、2002年6月6日、ギリシャのクレタ島とリビアの間の地中海上空で、小天体が爆発を起こした事件である。小型の原子爆弾程度のエネルギーで爆発したが、この天体の地球への接近は検出されていなかった。海洋上の空中で爆発し、破片（隕石）などは回収されなかった。
人工衛星や地震観測所で爆発は検出され、広島型原爆の2倍の規模のTNT火薬26キロトン相当の爆発エネルギーだったと見積もられた。